# 존 말코비치 되기
《존 말코비치 되기》(영어: Being John Malkovich 빙 존 맬커비치[*])는 1999년에 개봉한 미국의 초현실주의 판타지 코미디 드라마 영화이다. 스파이크 존스가 감독을, 찰리 코프먼이 각본을 맡고, 존 큐색, 캐머런 디애즈, 캐서린 키너, 존 맬커비치 등이 출연하였다.
USA 필름스가 배급하였고, 제72회 아카데미상에서 감독상, 각본상, 여우조연상 등 총 세 개 부문에 후보로 올랐다.

## 줄거리
크레이그 슈워츠는 뉴욕의 실업자 인형극가로, 애완동물에 집착하는 아내 로테와 불행한 결혼 생활을 하고 있다. 그는 마틴-플레머 빌딩의 7층과 8층 사이, 천장이 매우 낮은 곳에 있는 괴짜 레스터 박사 밑에서 서류 정리원으로 일하게 된다. 그는 동료 막신 룬드에게 끌리지만, 그녀는 그의 애정을 받아주지 않는다. 서류를 정리하던 중, 크레이그는 우연히 작은 비밀 문을 발견한다. 그는 그 문을 통해 흙으로 된 터널로 기어들어가 배우 존 말코비치의 마음속으로 들어간다. 15분 후, 크레이그는 튕겨져 나와 뉴저지 턴파이크 옆에 떨어진다. 그는 막신에게 그 문에 대해 이야기하고, 막신은 그들이 그 경험을 팔아 이익을 얻을 수 있다는 것을 깨닫는다.
로테는 포털에 들어가고, 말코비치 안에서 경험한 것을 바탕으로 남자가 되는 것에 매료된다. 그녀와 크레이그는 레스터 박사의 집을 방문하고, 로테는 말코비치 기념품으로 가득 찬 방을 발견한다. 막신은 로테가 말코비치 안에 있을 때 말코비치와 데이트를 주선하고, 로테는 막신에게 반한다. 막신도 로테가 말코비치 안에 있을 때만 로테에게 호감을 느끼며, 로테가 말코비치의 마음에 있을 때 막신은 그를 조종하여 자신과 섹스를 하게 만든다. 두 여자에게 버림받은 크레이그는 로테를 우리에 가두고 막신과 또 다른 만남을 주선하도록 강요한다. 그는 대신 말코비치에 들어가 자신의 인형극 기술로 말코비치를 어느 정도 조종할 수 있다는 것을 발견한다.
한편, 실제 말코비치는 통제력을 잃은 것에 불안감을 느끼고 친구 찰리 신에게 털어놓으며 막신을 의심하기 시작한다. 말코비치는 막신을 따라 마틴-플레머 빌딩으로 가고, 그곳에서 막신과 크레이그는 손님들에게 포털 사용료를 받고 있다. 말코비치가 직접 포털에 들어가자, 그는 모든 사람이 자신처럼 보이고 "말코비치"라고만 말하는 세상에 있다는 것을 발견한다. 튕겨져 나온 후, 말코비치는 크레이그에게 포털을 닫으라고 요구하지만 크레이그는 거부한다. 로테는 자신의 애완 침팬지에 의해 풀려나고 막신에게 크레이그가 말코비치 안에 있다고 경고하지만, 막신은 그를 조종하는 크레이그의 능력에 매력을 느낀다.
로테는 레스터 박사를 대면하고, 레스터 박사는 자신이 사실 마틴 선장임을 밝힌다. 마틴 선장은 1800년대 후반에 "수송체"로 통하는 포털을 발견하고 그것을 숨기기 위해 마틴-플레머 빌딩을 지었다. 그는 한 몸에서 다음 몸으로 옮겨가는 방식으로 영생을 얻었으며, 숙주의 44번째 생일에 "익은" 몸이 되어 소유할 수 있게 된다. 만약 그가 그 날 자정을 넘어 포털에 들어가면, 그는 대신 다음 신생아 수송체에 갇혀 새로운 숙주의 마음속에서 무력해질 것이다. 이번에 레스터는 말코비치가 44세가 되면 그를 점유하는 데 자신과 합류할 친구들을 초대했고, 로테는 크레이그가 통제권을 장악했다고 그들에게 경고한다. 크레이그는 말코비치 안에 무기한으로 머물 수 있다는 것을 발견한다. 다음 8개월 동안 그를 점유하며 크레이그는 말코비치를 세계적인 인형극가로 만들고 막신과 결혼한다. 나중에 막신은 자신이 임신했다는 것을 알게 된다.
말코비치의 44번째 생일, 레스터와 로테는 막신을 납치한다. 그들은 크레이그에게 말코비치에게서 나오라고 요구하며 막신을 죽이겠다고 위협하지만, 크레이그는 전화를 끊는다. 절망한 로테는 막신을 쏘기로 결심하지만, 막신은 포털로 탈출한다. 로테는 말코비치의 잠재의식을 통해 그녀를 추격하다가 둘 다 튕겨져 나온다. 막신은 로테가 말코비치의 마음속에 있을 때 잉태되었기 때문에 태아를 지켰다고 고백하며, 이는 로테의 아이이기도 하다는 뜻이다. 두 여성은 서로에 대한 사랑을 굳건히 한다. 막신이 여전히 위험에 처해 있다고 생각한 크레이그는 말코비치의 마음에서 나오고, 레스터와 그의 친구들이 들어갈 수 있게 한다. 막신이 자신을 버리고 로테를 선택했다는 것을 발견한 크레이그는 말코비치의 마음을 되찾기 위해 포털에 다시 들어가겠다고 맹세한다.
7년 후, 이제 여러 사람들에게 점유된 늙은 말코비치는 신에게 레스터와 그의 친구들이 포털을 통해 수명을 연장하려는 계획에 대해 이야기한다. 이 포털은 이제 막신의 딸 에밀리의 마음으로 이어진다. 말코비치에게 너무 늦게, 하지만 에밀리를 통제하기에는 너무 일찍 포털에 들어간 크레이그는 영원히 그녀 안에 갇혀 로테와 막신이 행복하게 함께 사는 것을 지켜볼 수밖에 없게 된다.

## 출연
- 존 큐색 - 크레이그 슈워츠 역
- 캐머런 디애즈 - 로티 슈워츠 역
- 캐서린 키너 - 맥신 런드 역
- 존 맬커비치 - 본인 / 존 허레이쇼 맬커비치 역
- 오슨 빈 - 레스터 박사 역
- 메리 케이 플레이스 - 플로리스 역
- 찰리 신 - 본인 역
- W. 얼 브라운 - J.M. 잉크 첫 손님 역
- 칼로스 재콧 - 에이전트 래리 역
- 번 피븐 - 제임스 머틴 선장 역
- 옥타비아 L. 스펜서 - 승강기를 탄 여성 역

카메오 출연 (크레디트 미기재)
- 스파이크 존즈 - 데릭 맨티니의 조수 역
- 브래드 피트 - 본인 역
- 숀 펜 - 본인 역
- 데이비드 핀처 - 크리스토퍼 빙 역
- 게리 시니스 - 오스틴 역 (과거 촬영분)
- 위노나 라이더 - 본인 역 (과거 촬영분)
- 앤디 딕 - 본인 역 (과거 촬영분)
- 핸슨 - 본인들 역 (과거 촬영분)

## 사운드트랙
| 전문가 평가 | 전문가 평가 |
| 평가 점수   | 평가 점수   |
| 출처        | 점수        |
| ----------- | ----------- |
| Allmusic    | [ 4 ]       |

전체 작사·작곡: 카터 버웰(따로 표기된 곡 제외)
| #   | 제목                                                                              | 재생 시간 |
| --- | --------------------------------------------------------------------------------- | --------- |
| 1.  | 〈Amphibian〉 (마크 벨 믹스, 비외르크 작곡)                                       | 2:47      |
| 2.  | 〈Malkovich Masterpiece Remix〉 (스파이크 존즈 작곡, 존 맬커비치 실연)            | 2:22      |
| 3.  | 〈Puppet Love〉                                                                   | 2:02      |
| 4.  | 〈Momentary Introspection〉                                                       | 1:07      |
| 5.  | 〈You Should Know〉                                                               | 0:34      |
| 6.  | 〈Craig Plots〉                                                                   | 3:40      |
| 7.  | 〈Malkovich Shrine〉                                                              | 0:45      |
| 8.  | 〈Embarcation〉                                                                   | 1:46      |
| 9.  | 〈Subcon Chase〉                                                                  | 2:03      |
| 10. | 〈The Truth〉                                                                     | 1:21      |
| 11. | 〈Love on the Phone〉                                                             | 0:46      |
| 12. | 〈To Lester's〉                                                                   | 0:26      |
| 13. | 〈Maxine Kidnapped〉                                                              | 1:15      |
| 14. | 〈To Be John M〉                                                                  | 1:59      |
| 15. | 〈Craig's Overture〉                                                              | 1:00      |
| 16. | 〈Allegro from Music for Strings, Percussion and Celesta, SZ106〉 (버르토크 벨러) | 7:21      |
| 17. | 〈Carter Explains Scene 71 to the Orchestra〉                                     | 0:29      |
| 18. | 〈Lotte Makes Love〉                                                              | 1:28      |
| 19. | 〈Monkey Memories〉                                                               | 1:32      |
| 20. | 〈Future Vessel〉                                                                 | 3:40      |
| 21. | 〈Amphibian〉 (Film Mix, written by Björk)                                        | 4:37      |

## 우리말 녹음
KBS 성우진 (2005년 6월 19일)
- 구자형 - 크레이그 슈워츠(존 큐색)
- 이선 - 로티(캐머런 디애즈)
- 오세홍 - 존 맬커비치(본인)
- 서혜정 - 맥신(캐서린 키너)
- 정옥주 - 플로리스(메리 케이 플레이스)
- 안종국 - 레스터(오슨 빈)
- 전인배 - 머틴(번 피븐)
- 김환진 - 찰리 신(본인)
- 최정호 - 숀 펜(본인)
- 임채헌 - 매니저(칼로스 재콧)
- 김승태 - 택시 기사(케빈 캐럴)
- 양정애 - 에밀리(켈리 티처)
- 김은아 - 앵무새
- 이용순 - 난쟁이 여인(주디스 위츨)
- 김혜주 - 여자친구
- 박찬희 - 남학생